# Łowiczki Księże
Łowiczki Księże – przysiółek wsi Przeciszów  w Polsce, położony w województwie małopolskim, w powiecie oświęcimskim, w gminie Przeciszów. 
W latach 1975–1998 przysiółek położony był w województwie bielskim.